# Paravia
Paravia (pronuncia Paravìa) è una casa editrice torinese.

## Storia
Le origini dell'azienda risalgono all'antica tipografia Zappata, fondata nel Seicento e passata nel 1802 a una compagnia gestita da Giovan Battista Paravia (1765-1826), che rinominò la casa editrice col proprio nome. Il figlio Giorgio, dopo aver ottenuto la licenza di stampatore, nel 1845 pubblicò uno fra i primi periodici a stampa, L'educatore primario, giornale d'educazione ed istruzione elementare, rifacendosi al francese Journal d'éducation.
Alla sua morte l'azienda fu presa in gestione dalla vedova e da suo cugino Innocenzo Vigliardi, che decise di espandere l'attività nel campo pedagogico, passando poi anche alla stampa di racconti per ragazzi, soprattutto grazie alla collaborazione di Emilio Salgari in qualità di traduttore, autore e correttore di bozze.
Fin dal 1911 pubblica il dizionario di latino Campanini Carboni.
Dopo aver rilevato la Gribaudo Editore e le Edizioni Scriptorium, l'azienda nel 2000 si è fusa con la Bruno Mondadori dando vita alla PBM Editori, divenuta PPBM SpA nel 2006 in seguito all'acquisizione da parte del gruppo editoriale anglo-americano Pearson PLC.